# Estadio San Rafael
El estadio San Rafael es una instalación deportiva dedicada principalmente al fútbol en la ciudad de Los Barrios en Andalucía, España. Tiene una capacidad de 1500 personas.
El estadio tiene además dos campos anexos, uno de fútbol 11 de céscep artificial y otro de fútbol 7 de césped natural. 
La instalación principal está formada por una grada de tribuna y otra de preferencia a cada lado del campo, ambas techada por una cubierta.
Es propiedad del ayuntamiento de Los Barrios y actualmente es el campo de juego del equipo de fútbol de la ciudad la Unión Deportiva Los Barrios.

## Historia
El estadio San Rafael se inauguró el día 1 de octubre de 1978 en un partido de la 2ª Regional Gaditana entre los equipos Atlético Los Barrios y el Sotogrande C. F. con resultado final de 3-0 a favor de los locales. Por aquel entonces la superficie era de albero y no existían los dos anexos. Por entonces, los equipos que utilizaban el campo de fútbol eran el Atlético Los Barrios y el Juventud Club de Fútbol. 
Luego el 14 de febrero de 1985 se implantó el césped natural, se construyeron los dos anexos y fue inaugurado de nuevo con un partido de fútbol entre el Cádiz C. F. (1ª. División) y una Selección de jugadores locales del Atlético Los Barrios y el Juentud C. F.
Más tarde, en el año 2003 se constituye la última remodelación realizada, creando el graderío de preferencia, techando el campo de fútbol, mejorando la iluminación, vestuarios e incorporando un marcado electrónico.